# تاکانوبو جومونجی
تاکانوبو جومونجی (انگلیسی: Takanobu Jumonji؛ زادهٔ ۱۰ نوامبر ۱۹۷۵) دوچرخه‌سوار اهل ژاپن بود.